# Colostygia mounieri
Colostygia mounieri là một loài bướm đêm trong họ Geometridae.